# Junji&Chikaの歌の新婚愛ランド
『Junji&Chikaの歌の新婚愛ランド』（ジュンジとチカのうたのしんこんあいランド）は、1986年4月13日から同年9月28日までTBS系列フルネット局とテレビ山口で放送された、毎日放送制作の視聴者参加型の歌合戦番組。放送時間は毎週日曜 13:00 - 13:54 (JST) 。

## 概要
前番組『キンキンの歌え!新婚カンコン』が半年で終了し、再び新婚夫婦向けの歌合戦番組を設け直すこととなった。司会は高田純次と高見知佳が担当。
内容は前番組とほぼ同じ内容であるが、予選が4チーム一斉になり予選終了後審査員の協議で決勝進出を決めること（決勝も同様.なお判定スイッチは審査委員長のところにしかなかった）、優勝者の賞品獲得はチャレンジゲームの成功が条件であること、および前番組では3つの賞品から1つを優勝者が選択していたが、ハワイ旅行に限定されたことが相違点として挙げられる。ゲームは2つの紐を1つ選び、はさみで紐を切り、風船が割れなければ天井から大量の紙吹雪が降り、ハワイ旅行獲得となり、その場合に限ってアシスタントから目録が手渡された。また、スポンサーからの参加賞も用意されていた。これも前番組と同様に、日本各地のホール会場での公開放送だった。そのため、公開放送を茶の間でなくホール会場で直接見たいのであれば、前もって系列局（関東地方はMBS東京支社）宛に観覧したい旨のハガキを送らねばならなかった。
しかしながら、『全日本ドレミファミリー歌合戦』から3番組連続で半年で終了する形となった。

## ネット局
同時ネット
- 毎日放送（MBS・制作・幹事局）
- 東京放送（TBS・現：TBSテレビ）
- 北海道放送（HBC）
- 青森テレビ（ATV）
- 岩手放送（IBC・現：IBC岩手放送）
- 東北放送（TBC）
- テレビユー福島（TUF）
- 新潟放送（BSN）
- テレビ山梨（UTY）
- 信越放送（SBC）
- 静岡放送（SBS）
- 中部日本放送（CBC・現：CBCテレビ）
- 北陸放送（MRO）
- 福井テレビジョン放送（FTB・フジテレビ系列）[2]
- 山陰放送（BSS）
- 山陽放送（RSK現：RSK山陽放送）
- 中国放送（RCC）
- テレビ山口（tys・放送当時フジテレビ系列（FNSのみ加盟）とのクロスネット）
- テレビ高知（KUTV）
- RKB毎日放送（RKB）
- 熊本放送（RKK）
- 長崎放送（NBC）
- 大分放送（OBS）
- 宮崎放送（MRT）
- 南日本放送（MBC）
- 琉球放送（RBC）

時差ネット
- 富山テレビ放送（T34・現：BBT）：日曜 12:00 - 12:54[2]